# 260年代
260年代（にひゃくろくじゅうねんだい）は、西暦（ユリウス暦）260年から269年までの10年間を指す十年紀。